# Municipio I
Le Municipio I est une subdivision administrative de Rome qui comprend le centre historique de la ville, même si ce terme est plutôt utilisé pour qualifier l'une de ses huit zones urbanistiques et qui couvre donc une superficie plus restreinte.

## Géographie

### Situation
Le territoire du municipio comprend les quartiers centraux de la ville entre les murs d'Aurélien et du Janicule et traversé par le cours du Tibre, ainsi que des quartiers modernes construits aux XIXe et XXe siècles entre le Vatican et le Monte Mario, comme Prati, et une partie de Trionfale et Della Vittoria.

## Historique
Il est constitué à l'origine par vingt des vingt-deux rioni de la capitale, à l'exception des rioni XIV Borgo et XXII Prati, alors situé dans le Municipio XVII. En mars 2013, ce dernier est supprimé et rattaché au Municipio I.

## Subdivisions
Le Municipio I est composé des 22 rioni de la capitale : 
- R.I - Monti
- R.II - Trevi
- R.III - Colonna
- R.IV - Campo Marzio
- R.V - Ponte
- R.VI - Parione
- R.VII - Regola
- R.VIII - Sant'Eustachio
- R.IX - Pigna
- R.X - Campitelli
- R.XI - Sant'Angelo
- R.XII - Ripa
- R.XIII - Trastevere
- R.XIV - Borgo
- R.XV - Esquilino
- R.XVI - Ludovisi
- R.XVII - Sallustiano
- R.XVIII - Castro Pretorio
- R.XIX - Celio
- R.XX - Testaccio
- R.XXI - San Saba
- R.XXII - Prati (Il est l'ultime rione à avoir été constitué en 1921)

## Zones urbanistiques
Il est également divisé en onze zones urbanistiques :
- 1A - Centro Storico
- 1B - Trastevere
- 1C - Aventino
- 1D - Testaccio
- 1E - Esquilino
- 1F - XX Settembre
- 1G - Celio
- 1X - Zona archeologica
- 17A - Prati
- 17B - Della Vittoria
- 17C - Eroi

## Politique et administration

### Municipalité
Le municipio est dirigé par un président et un conseil de 24 membres élus au suffrage direct pour cinq ans.

### Présidentes
| Période     | Nom                | Parti politique |
| ----------- | ------------------ | --------------- |
| 2013-2021   | Sabrina Alfonsi    | Parti démocrate |
| depuis 2021 | Lorenza Bonaccorsi | Parti démocrate |